# 多治見市昭和体育館
多治見市昭和体育館（たじみししょうわたいいくかん）は岐阜県多治見市にある体育館。

## 概要
施設は多治見市が所有し、株式会社コパンが指定管理者として管理運営を行っている。
昭和小学校内に多治見市民体育館として1964年（昭和39年）に完成し、翌年に行われた岐阜国体では、ボクシングの会場となった。その後、市内大畑町に新体育館（多治見市総合体育館）が完成したことから現名称に変更した。

## 沿革
- 1964年（昭和39年）7月27日 - 多治見市民体育館が完成。
- 1965年（昭和40年） - 岐阜国体のボクシング会場となる。
- 1985年（昭和60年）10月1日 - 多治見市昭和体育館に改称。

## 概要

### 施設
- 敷地面積 - 2,976m2
- 延床面積 - 1,963m2
- フロア面積 - 957m2
- 収容人員 - 1000人

### 休館日
- 火曜日（祝日の場合は開館）
- 年末年始（12月29日 - 1月3日）

### 所在地
- 岐阜県多治見市平和町4丁目84番地

## 交通機関
- JR中央本線・太多線 多治見駅（多治見駅前バスターミナル）から
  - 1番のりば東鉄バス・ホワイトタウン線「陶都大橋」停留所下車、徒歩で約8分。
  - 2番のりば東鉄バス・笠原線、下半田川線「陶都大橋」停留所下車、徒歩で約8分。